# Mahmut Şeyda
Mahmut Şeyda war ein türkischer Diplomat.

## Werdegang
Şeyda war vor dem Zweiten Weltkrieg an der türkischen Botschaft in Berlin tätig. Nach Tätigkeit im türkischen Handelsministerium kehrte er im Frühjahr 1950 als Handelsrat an der türkischen Mission in Bonn wieder nach Deutschland zurück. Im Herbst 1952 wurde er von seinem Posten abberufen und diente anschließend als Ministerialdirektor im türkischen Wirtschaftsministerium. Später war er Unterstaatssekretär im Handelsministerium.

## Ehrungen
- 1952: Großes Verdienstkreuz der Bundesrepublik Deutschland